# شیخ مفید (فیلم)
شیخ مفید فیلمی به کارگردانی ، سیروس مقدم و نویسندگی محمود حسنی ساختهٔ سال ۱۳۷۴ است.

## بازیگران
- علی دهکردی در نقش شیخ مفید
- داریوش ارجمند
- امین تارخ
- مهدی فتحی
- آتیلا پسیانی
- عزیزالله هنرآموز
- عسگر قدس
- سیروس کهوری‌نژاد
- فلورا سام
- کتایون ریاحی
- بهروز مسروری
- رضا رویگری
- پرویز پورحسینی
- ماهایا پطروسیان
- زهرا سعیدی
- عرش پورزارعی
- داوود آریا
- محمد الهی
- اکبر قدمی
- مسعود ولدبیگی